# Donald A. Wollheim
Donald A. Wollheim  (New York, 1914. október 1. – New York, 1990. november 2.), amerikai sci-fi-szerző, szerkesztő, kiadó.

## Munkássága
1934-ben jelent meg első írása a The Man from Ariel a Wonder Stories magazinban. Az 1950-es és 60-as években elsősorban sci-fi regényeket írt, álnéven felnőttek és a gyermekek a saját neve alatt.
Robert Silverberg szerint ő volt az egyik legfontosabb alakja a 20. századi amerikai sci-fi könyvkiadásnak. 1943-ban Wollheim szerkesztette az első sci-fi antológiát a The Pocket Book of Science Fiction-t.

## Filmográfia
- Mimic – A júdás faj (1997)
- Mimic 2. – A második Júdás-faj (2001)
- Mimic 3. – Az őrszem (2003)

## Fordítás
- Ez a szócikk részben vagy egészben  a   Donald A. Wollheim című angol Wikipédia-szócikk fordításán alapul.  Az eredeti cikk szerkesztőit annak laptörténete sorolja fel. Ez a jelzés csupán a megfogalmazás eredetét és a szerzői jogokat jelzi, nem szolgál a cikkben szereplő információk forrásmegjelöléseként.